# Josep Maria Bonet
Josep Maria Bonet (La Seu d'Urgell, 1903 - Barcelona, 1988) fou un mestre vitraller de la primera meitat del segle xx. Fou cofundador del taller que duu el seu nom junt amb el seu germà Xavier Bonet (1897-1985) i que encara es manté en plena activitat. La família té antigues arrels al poble d'Arsèguel, a l'Alt Urgell. De molt jove, Bonet estudià a Barcelona a l'escola Llotja, on travà amistat amb artistes amb els quals més endavant fructificarien col·laboracions en el camp del vitrall (com ara Montsardà, Labarta i Comaleran) i més tard aprengué l'ofici al taller del vitraller Oriach, on ja treballava el seu germà.
Establiren el taller al nº 6 del carrer Astúries del barri de Gràcia, on encara es troba actualment. Els seus primers treballs foren de la mà de l'artista Daríus Vilàs i de l'arquitecte Josep Maria Pericas, foren els vitralls de la parròquia del Carme de Barcelona, i de la parròquia de Sant Joan de Reus, i els vitralls de la cripta de la Sagrada Família de Barcelona. El taller treballava en la realització de vitralls emplomats, en la seva restauració i en els vidres gravats. El taller fou col·lectivitzat durant la guerra civil i tant J.M.Bonet com Xavier Bonet es dedicaren a altres activitats professionals. En concloure la guerra el taller es concentrà en la reconstrucció de temples destruïts durant la guerra. J.M.Bonet treballà en els vitralls de la sala capitular del monestir de Poblet, en els vitralls dels monestirs de Vallbona de les Monges i de Santes Creus, en els vitralls de Santa Maria de les avellanes, en la parròquia de Sant Joan de Lleida, en els de la Catedral de Sant Feliu de Llobregat, segons dibuixos de Francesc Labarta i en la parròquies de Jesús i de Sant Joan de Gràcia. Treballà també amb l'arquitecte Josep Maria Jujol en les parròquies de Santa Maria de Vilanova i la Geltrú i en les de Sant Joan Despí.Xavier Bonet començà noves aventures empresarials i finalment deixa els seus càrrecs a l'empresa de vitralls que quedà a mans de Josep Maria Bonet. Més enllà de realitzar una gran obra en els vitralls catalans es concentrà en la millora dels materials, dels processos i treballà per la introducció de les làmpades amb coure estanyat estil Tiffany i amb les reserves amb vinil adhesius que permetia evitar el laboriós ús de paper d'estany i betum de Judea. Cap als anys 60, començà una nova època en què el vitrall fou de nou un camp artístic amb un discurs propi i treballà amb els artistes Will Faber en els vitralls del creuer de l'església de les Llars Mundet, amb Ramon Rogent en els vitralls de la capella de l'Hospital de Granollers, la parròquia de Rubí, en els vitralls de Domènech Fita per a la Catedral de Girona i amb Carles Madiroles a les Carmelites de Vic.
Josep Maria Bonet rebé la carta de mestre artesà vitraller el 1986. Morí a Barcelona el 1988.